# USV Scheiblingkirchen-Warth
Der Union Sport Verein Scheiblingkirchen-Warth, kurz USV Scheiblingkirchen-Warth, ist ein Fußballverein aus den niederösterreichischen Marktgemeinden Scheiblingkirchen-Thernberg und Warth. Der Verein gehört dem Niederösterreichischen Fußballverband (NÖFV) an und spielt seit der Saison 2023/24 in der Landesliga, der vierthöchsten Spielklasse.

## Geschichte
Der USV Scheiblingkirchen-Warth wurde im Jahre 1950 gegründet. In den ersten 57 Jahren spielte der Klub immer in den niedrigsten beiden Spielklassen des Bundeslandes. Zur Saison 2007/08 gelang der erstmalige Aufstieg in die sechstklassige Gebietsliga – allerdings nicht durch sportliche Leistungen, sondern da man mit dem Gebietsligisten SVg Pitten formell eine Spielgemeinschaft einging und so die Klassen tauschen konnte. Die Debütsaison in der Gebietsliga war für Scheiblingkirchen-Warth sehr erfolgreich und als Vizemeister hinter der 1. SVg Wiener Neudorf misslang der Durchmarsch in die 2. Landesliga nur knapp. In der Saison 2008/09 sicherte sich der Klub dann mit einem Punkt Vorsprung auf die 1. SVg Guntramsdorf den Meistertitel in der Gruppe Süd/Südost und stieg damit erstmals in die fünfthöchste Spielklasse auf.
Die Debütsaison in der 2. Landesliga beendete der Klub auf dem fünften Rang. In der Saison 2010/11 erreichte man den siebten Platz. In der Saison 2011/12 erreichte man mit dem dritten Endrang die bis dahin beste Platzierung der Vereinsgeschichte. Von 2012 bis 2016 belegte der Verein immer Plätze im gesicherten Mittelfeld der 2. Landesliga. In der Saison 2016/17 sicherte sich Scheiblingkirchen mit einem Vorsprung von drei Zählern auf Verfolger SC Brunn am Gebirge den Meistertitel in der Gruppe Ost der 2. Landesliga und stieg damit erstmals in die Landesliga auf. Die erste Spielzeit in der vierten Liga beendete der Klub als Fünfter. In der Saison 2017/18 sicherte sich Scheiblingkirchen zum ersten Mal in der Vereinsgeschichte den NÖFV-Cup und qualifizierte sich dadurch auch erstmals für den ÖFB-Cup. In diesem traf man in der Saison 2018/19 in der ersten Runde auf den Zweitligisten SC Austria Lustenau, gegen den man mit jedoch mit 4:0 deutlich verlor.
Die Landesliga beendete man in dieser Saison erneut als Sechster. Die Saison 2019/20 wurde im Amateurbereich nach der ersten Frühjahrsrunde COVID-bedingt abgebrochen, zum Zeitpunkt des Abbruchs befand sich Scheiblingkirchen wieder auf Rang sechs. In der Saison 2020/21 war ebenfalls wieder COVID-bedingt früher Schluss, zum Zeitpunkt des Abbruchs war der Klub, gerechnet nach Verlustpunkten, Tabellenführer und hatte somit realistische Meisterchancen. Diese Form konnte man in der Saison 2021/22 bestätigen und Scheiblingkirchen-Warth sicherte sich nach einer perfekten Hinrunde mit 14 Siegen in 14 Spielen und nur zwei verlorenen Zählern im Frühjahr bereits drei Runden vor Saisonende den Meistertitel und den damit verbundenen erstmaligen Aufstieg in die Regionalliga Ost. Erst nach dem bereits fixierten Aufstieg setzte es für den Klub gegen den ebenfalls bereits feststehenden Vizemeister Kremser SC die erste Saisonniederlage.
Die Debütsaison in der Regionalliga Ost beendete Scheiblingkirchen auf Rang 14 mit 34 Punkten. Damit mussten die Niederösterreicher nach einer Spielzeit wieder den Gang in die Viertklassigkeit antreten.
Seit dem 1. Jänner 2024 ist Daniel Kohn Cheftrainer des USV.